# Blanca Paloma
Blanca Paloma Ramos Baeza (művésznevén: Blanca Paloma, Elche, 1989. június 9. – ) spanyol énekesnő, díszlet- és jelmeztervező. Ő képviselte Spanyolországot a 2023-as Eurovíziós Dalfesztiválon, Liverpoolban, az Eaea című dalával, ahol a tizenhetedik helyen végzett.

## Pályafutása
2021. december 10-én a Radiotelevisión Española (RTVE), hogy az énekesnő résztvevője a 2022-es Benidorm Fest spanyol eurovíziós nemzeti válogatóműsornak. Dalát, a Secreto De Agua-t az első elődöntőben adta elő, ahonnan harmadik helyezettként jutott tovább. A 2022. január 29-i döntőben összesítésben ötödik helyezettként zárta a versenyt. Október 25-én  RTVE bejelentette, hogy az énekesnő jövőre ismét a Benidorm Fest résztvevője lesz. Eaea című versenydalát a február 2-i második elődöntőben adta elő először, ahonnan sikeresen továbbjutott a döntőbe. A február 4-én rendezett döntőben a demoszkopikus-, szakmai zsűri és a nézők szavazatai alapján megnyerte a válogatóműsort, így ő képviselheti hazáját az Eurovíziós Dalfesztiválon. Versenydalát a május 13-i döntőben adta elő és a tizenhetedik helyen végzett.

## Diszkográfia

### Kislemezek
- Secreto De Agua (2021)
- Eaea (2022)